# Ryś (nazwisko)
Ryś (liczba mnoga: Rysiowie) – polskie nazwisko. Na początku lat 90. XX wieku w Polsce nosiło je 5587 osób.

## Znani Rysiowie
- Grzegorz Ryś – trener siatkarski
- Grzegorz Ryś – duchowny rzymskokatolicki, arcybiskup metropolita łódzki
- Erwina Ryś-Ferens – panczenistka
- Zbigniew Ryś – żołnierz AK
- Andrzej Ryś – dyrektor Komisji Europejskiej
- Ziemowit Ryś – lekkoatleta
- Mieczysław Ryś-Trojanowski – generał brygady
- Zofia Rysiówna – aktorka teatralna i filmowa